# Alfons Sweeck
Alfons Sweeck (* 15. März 1936 in Keerbergen; † 13. Dezember 2019 in Löwen) war ein belgischer Radrennfahrer.

## Sportliche Laufbahn
Sweeck war im Straßenradsport aktiv. Als Amateur gewann er 1957 Gent–Wevelgem in dieser Klasse sowie eine Etappe der Schweden-Rundfahrt. In Belgien war er in einer Reihe von Eintagesrennen, Etappen kürzerer Rundfahrten und Kriterien für Amateure erfolgreich.
1958 fuhr er mit der Nationalmannschaft das britische Milk Race. Er wurde beim Sieg von Richard Durlacher von Dritter und gewann zwei Etappen. In der Belgien-Rundfahrt für Amateure holte er wie bereits 1956 einen Etappensieg. 1959 wurde er Fünfter der Tunesien-Rundfahrt und gewann eine Etappe. In der Belgien-Rundfahrt für Unabhängige gelang ihm ein Tageserfolg.
Von 1958 bis 1962 war er Unabhängiger und Berufsfahrer. 1960 siegte er in der Belgien-Rundfahrt vor André Messelis. In der Vuelta a España 1960 konnte er eine Etappe gewinnen. Die Vuelta a España bestritt er dreimal. 1960 wurde er 16., 1962 26. der Gesamtwertung. 1961 war er ausgeschieden.